# Volavka stříbřitá

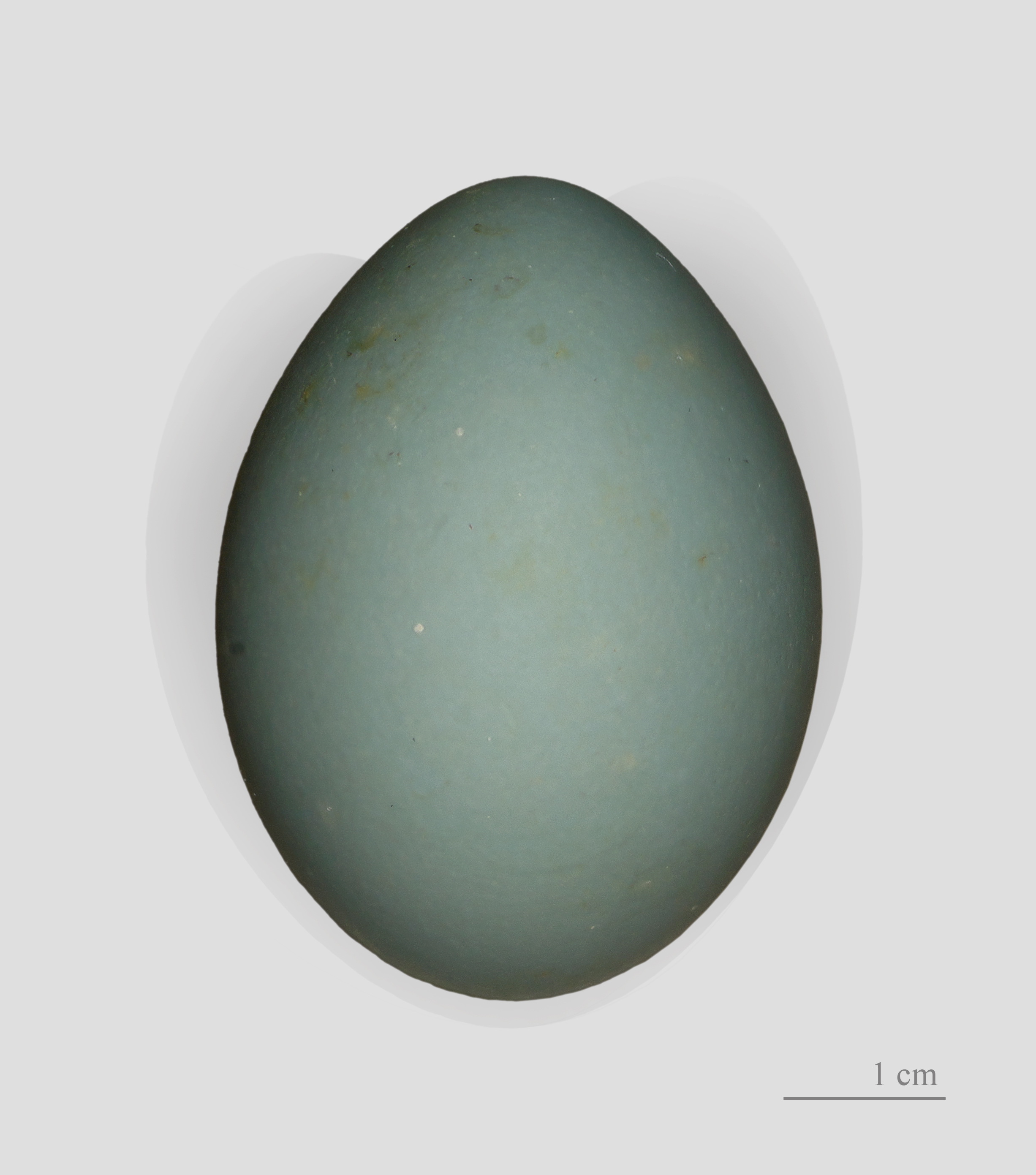
Egretta garzetta

Volavka stříbřitá (Egretta garzetta) je středně velký brodivý pták z čeledi volavkovití. Vyskytuje se v Evropě, Asii, Africe a v Austrálii (konkrétnější rozšíření níže).

## Popis
- Délka těla: 50 - 60 cm
- Rozpětí křídel: 95 - 100 cm
- Hmotnost: 450 - 600 g

Volavka stříbřitá je štíhlá s dlouhými končetinami, tenkým špičatým zobákem a v porovnání s jinými volavkami i poměrně silným a krátkým krkem. Má sněhové bílé opeření kontrastující s černým zobákem a černými končetinami se žlutými prsty. Ve svatebním šatě má dvě dlouhá zátylková pera, delší peří na hrdle a růžově nebo modře zbarvenou kůži mezi zobákem a okem. Obě pohlaví jsou zbarvena stejně, mladí ptáci se podobají dospělcům v zimním šatě.
V České republice nám hrozí poměrně snadná záměna s větší volavkou bílou, která má na rozdíl od volavky stříbřité žlutý zobák a celé černé končetiny.

## Chování
Volavka stříbřitá obývá bažiny, zatopené nebo dostatečně podmočené louky a pole nebo bahnitá jezera a rybníky. Je tažná a na zimu migruje do Středomoří a do Afriky. V České republice se objevuje příležitostně od dubna do října jen jako letní host.
Má velice pestrou stravu, loví ryby, obojživelníky, korýše, měkkýše, plazy a vodní hmyz. Při hledání potravy ve vodě stojí volavka stříbřitá téměř nehybně nebo se velice pomalu pohybuje a upřeně hledí na vodní hladinu. Poté, co kořist spatří, se jí zmocňuje rychlým úderem zobáku.
Hnízdí v koloniích, často ve společnosti volavek popelavých nebo bílých. Hnízdo z větví si staví nejčastěji na stromech, vyšších keřích, na zemi, na útesech nebo v bambusových hájích. Klade 3 až 5 světle modrozelených vajec, na kterých sedí oba rodiče po dobu 21–25 dní. Mláďata opouštějí hnízdo po 30 dnech a plně opeřená jsou až ve věku 40 až 45 dní.

## Výskyt a početnost v Česku
V České republice se vzácně vyskytuje na větších, většinou chovných rybnících a jezerech, kde je přísně chráněná.

## Poddruhy
- E. g. garzetta - Evropa, Afrika a Asie.
- E. g. nigripes - Indonésie a Austrálie.

Někteří autoři rozlišují i třetí, australský poddruh E. g. immaculata. Dříve patřily mezi poddruhy volavky stříbřité i následující, dnes již uznané plnohodnotné druhy: volavka západní (Egretta gularis) a volavka madagaskarská (Egretta dimorpha).